# Argàsids
Argasidae és una família de paparres que conté les paparres toves. No tenen el gran scutum (escut dur) que presenta la família de les paparres dures ((Ixodidae). Aquesta família conté 193 espècies encara que la composició dels gèneres és més incerta.
Els gèneres actualment acceptats són Antricola, Argas, Nothaspis, Ornithodoros i Otobius.